# ایمون (خواننده)
ایمون (انگلیسی: Eamon؛ زادهٔ ۱۹ سپتامبر ۱۹۸۳) یک موسیقی‌دان اهل ایالات متحده آمریکا است. وی از سال ۲۰۰۳ میلادی تاکنون مشغول فعالیت بوده‌است.